# کورادو ریتسا
کورادو ریتسا (ایتالیایی: Corrado Rizza؛ زادهٔ ۴ اوت ۱۹۶۱) موسیقی‌دان اهل ایتالیا است.
از فیلم‌هایی که وی در پدید آمدنِ آنها نقش داشته‌است، می‌توان به به‌سوی جنوب اشاره کرد.